# 연애 실험: 블라인드 러브
《연애 실험: 블라인드 러브》(영어: Love Is Blind)는 2020년 방영중인 미국의 리얼리티 데이팅 프로그램이다. 키네틱 컨텐츠가 제작하고, 크리스 콜런이 기획하였다.
2020년 2월 13일부터 3주 동안 넷플릭스에서 공개되었다.

## 포맷
이 프로그램은 결혼을 희망하는 30여명의 남녀가 참가한다. 그러나, 10일 동안 남자와 여자는 데이트 기간 동안 서로 이야기 할 수 있지만 상대방을 보지 못한다. 데이트는 "포드"라는 단독 공간에서 이루어진다. 누군가 청혼을 하여 상대방이 수락한다면, 처음으로 서로를 볼 수 있게 된다.
열흘 후, 청혼이 이루어진 모든 커플은 멕시코 플라야델카르멘으로 휴가를 떠나게 된다. 그곳에서 그들은 포드에서 데이트했었던 다른 상대방을 모두 볼 수 있게 된다.
휴가가 끝난 후, 약혼한 부부는 같은 아파트 단지에서 지내게 된다. 아파트에 있는 동안 모든 커플들은 파트너의 가족을 만나는 등 사회적인 활동을 하게 된다. 결혼식날 제단에서 약혼한 부부는 "사랑에 눈에 멀까요?"라는 질문에 대답하면서 결혼하거나 헤어지게 된다.

## 에피소드
2020년 1월 30일부터 3주간 방영될 예정이다. 처음 5개의 에피소드는 2월 13일에 방영되었으며, 그 다음 주에 4 개의 에피소드가 방영되었다. 마지막 회는 2020년 2월 27일에 방송 될 예정이다.
| 1주 |                       |                 |
| 1   | "사랑에 눈이 멀까요?" | 2020년 2월 13일 |
| 2   | "결혼해줄래요?"       | 2020년 2월 13일 |
| 3   | "첫날밤"              | 2020년 2월 13일 |
| 4   | "다른 생각"           | 2020년 2월 13일 |
| 5   | "낙원의 추억"         | 2020년 2월 13일 |
| 2주 |                       |                 |
| 6   | "함께, 집으로"        | 2020년 2월 20일 |
| 7   | "가족 방문"           | 2020년 2월 20일 |
| 8   | "결혼식을 기다리며"   | 2020년 2월 20일 |
| 9   | "처녀 총각 파티"      | 2020년 2월 20일 |
| 3주 |                       |                 |
| 10  | "결혼식"              | 2020년 2월 27일 |

## 제작

### 촬영
2018년 10월 9일부터 조지아주 애틀랜타에서 촬영되었으며, 결혼식까지 38일 동안 지속되었다. 커플은 10월 19일에 만났다. 포드에서의 촬영은 조지아주 페이엣빌의 파인우드 애틀랜타 스튜디오에서 이루어졌다. 그 다음으로, 약혼으로 이루어진 커플은 포드를 떠난 후 멕시코 플라야델카르멘의 그랜드 벨라스 리비에라 마야에서 촬영이 이루어졌으며, 그 후 애틀랜타의 아파트 단지에서 촬영되었다. 애틀랜타에서 봄까지 아파트 단지에, 결혼식까지 나머지 시간을 촬영하는 데 보냈다. 결혼식은 11월 15일 플러시 애틀랜타라고 불리는 행사장에서 열렸다.